# Аггесен, Свен
Свен Аггесен (дат. Sven Aggesen, лат. Sueno Aggonis или Sveno Aggonis filius; около 1145 — около 1199) — датский хронист и первый датский историк XII века. Одним из первых попытался последовательно описать историю Дании.

## Биография
Родился между 1140 и 1150 годами в родовитой и знатной семье и по материнской линии являлся потомком легендарного датского хёвдинга X века Палнатоки. Приходился внуком знатному ютландскому магнату Христьерну Свенсену из рода Труготов, двоюродным внуком архиепископу Лунда Ассеру Торкильсону (1104—1137), а также племянником его преемнику Эскилю (1137—1177). 
Получил монастырское образование в Дании, вероятно, в Эсромском аббатстве (Зеландия), а затем более всестороннее во Франции, возможно, в Парижском университете или одной из крупных церковных школ, скорее всего, в Шартре. Об этом свидетельствуют встречающиеся в его трудах цитаты из сочинений философов и теологов Бернара Шартрского, Иоанна Солсберийского, Алана Лилльского и Пьера де Блуа, а также античных классиков, в частности, Плавта, Горация, Гигина и Юстина. В предисловии к своему историческому трактату Свен сокрушается тем, что, прочитав произведения латинских историков, не знает подобных трудов, описывающих события в Датском королевстве и деяния его правителей, в результате чего, по его словам, «величайшим из наших королей было уготовано забвение».
Благожелательные упоминания в хронике Свена супруги Вальдемара I Великого — Софии Володаревны свидетельствуют о том, что он был близок ко двору этого короля, не вызывает также сомнений, что он пользовался доверием преемника последнего Кнуда VI. При этом не установлено, занимал ли он подобное положение благодаря личным качествам, или же из-за заслуг своих предков. В 1170-х годах, он, возможно, занимал должность архидиакона в Лунде, о чём свидетельствует упоминание его имени в «Лундском некрологе».
Известно, что несмотря на своё духовное образование и священнический сан, он смолоду предпочитал воинскую службу церковному служению и сопровождал Вальдемара I и Кнуда VI в их военных кампаниях, став, в частности, свидетелем покорения последним Померании и разорения славянского города Юмны (1184). Являлся другом и, по его собственным словам, «сопалатником» (лат. contubernalis, дат. hirdfælle) современного ему хрониста Саксона Грамматика, автора «Деяний данов».
Дата и место его смерти не установлены, вероятно, он не пережил короля Кнуда VI (ум. 12 ноября 1202 г.). В завещании архиепископа Лундского Абсалона, умершего 12 марта 1201 года, фигурирует некий не названный по имени архидиакон. Исходя из того, что преемники его в Лунде являлись лишь диаконами и препозитами, можно предположить, что к моменту составления завещания Свен был ещё жив.

## Сочинения
По инициативе архиепископа Абсалона, не только возглавлявшего датскую церковь, но и являвшегося вдохновителем и покровителем национальной историографии, около 1187 года составил на латинском языке первую «Краткую историю королей Дании» (лат. Brevis Historia Regum Dacie), охватывающую события с 300 до 1185 года.
Первая часть «Краткой истории» состоит из аннотированного перечня королей, частично легендарных, три статьи которого, посвящённые Уффе хин Спаге (IV в. н. э.), королеве Тире Защитнице Дании (X в.) и её внуку Свену I Вилобородому (963—1014), представляют собой развёрнутые повествования. Вторая часть более подробна, хотя сам Аггесен утверждает, что значительно сократил её, поскольку его современник Саксон, по его словам, уже освятил эти события в своём обстоятельном труде. 
Хроника Свена Аггесена представляет особую ценность в качестве источника, так как содержит больше достоверной информации, чем более объёмистые, но менее историчные «Деяния данов» Саксона, содержащие массу неточностей и легендарной информации, основанной на скандинавских сагах и мифах. Интересно также то, что история страны в изложении Аггесена излагается с позиции королевской власти и светской аристократии и, несмотря на духовный статус автора, не содержит следов влияния церковной идеологии. Невзирая на безыскусность литературного стиля, её отличает необычайное богатство лексики, по разнообразию которой она превосходит прочие современные ей памятники датской литературы.
Одним из основных источников Аггесену послужила составленная около 1140 года в тогдашней датской столице Роскилле анонимная «Роскилльская хроника», описывающая преимущественно события истории Дании, а также «История» Адама Бременского, скандинавские саги и некая исландская генеалогия. Также, подобно Саксону, он активно пользовался устными датскими легендами, передававшими традицию, во многом отличную от исландских королевских саг.
Автографическая рукопись «Краткой истории датских королей» Аггесена и ранние её списки не сохранились, за исключением нескольких фрагментов. Впервые она напечатана была в 1642 году в Сорё и впоследствии несколько раз переиздавалась. Критическое её издание выпущено было в 1917 году в первом томе «Scriptores minores historiae danicae medii aevi» под редакцией профессора классической филологии Копенгагенского университета Мартина Кларентиуса Герца, фактически выполнившего реконструкцию её утраченного оригинала. На основе этой публикации хроники доцентом Нижегородского государственного университета им. Н. И. Лобачевского А. С. Досаевым выполнен был первый комментированный русский перевод хроники, в 2022 году увидевший свет вместе с её латинским текстом в научной серии «MEDIAEVALIA: средневековые литературные памятники и источники» издательства «Русская панорама».
Перу Свена Аггесена принадлежит также краткая генеалогия датских королей, сохранившаяся лишь в виде фрагмента предисловия к его «Краткой истории». В конце 1180-х годов Свен составил также «Сокращение истории датских королей» (лат. Compendiosa historia regum Daniae).
Он также является автором «Воинского кодекса» (лат. Lex Castrensis), или «Дружинного устава» (дат. Krigerloven), написанного около 1181—1182 годов на основе «Витерлога» (дат. Vitherlag) Кнуда Великого.

## Список трудов
- Lex Castrensis (1181—1182)
- Historia brevis regum Dacie (1186—1187)
- Compendiosa historia regum Daniae (конец 1180 годов)

## Публикации
- Сочинения Свена Аггесена // Датские хроники XII века / Пер. с лат., пред. А. С. Досаева, комм. И. Б. Губанова, О. В. Кутарева. — М : ООО «СПСЛ», НП ИД «Русская панорама», 2022. — 344 с. — (MEDIÆVALIA: средневековые литературные памятники и источники). — ISBN 978-5-93165-489-8.